# 훅 (음악)
훅 음악(Hook)이란 짧은 후렴구에 반복된 가사로 사람의 귀를 사로잡는 상업적 대중 음악을 말한다. 용어는 일반적으로 대중 음악, 록 음악, 힙합, 댄스 음악에서 주로 사용된다.

## 비판
훅 음악 기법은 널리 이용되지만 반면에 곡이 너무 단순해지고 지나치게 상업적으로 변모한다는 비판이 있다.

## 같이 보기
- 후렴
- 오스티나토
- 이어웜